# Hellen Makumba
Hellen Makumba (* 16. Mai 1996) ist eine sambische Leichtathletin, die sich auf den Sprint spezialisiert hat.

## Sportliche Laufbahn
Erste internationale Erfahrungen sammelte Hellen Makumba im Jahr 2018, als sie bei den Afrikameisterschaften in Asaba im 100-Meter-Lauf mit 12,11 s in der ersten Runde ausschied und mit der sambischen 4-mal-100-Meter-Staffel den Finallauf nicht beenden konnte. Im Jahr darauf nahm sie an den Afrikaspielen in Rabat teil und schied dort mit 11,83 s im Halbfinale aus und belegte mit der Staffel in 47,16 s den siebten Platz. Anschließend startete sie über 100 Meter bei den Weltmeisterschaften in Doha und kam dort mit 11,73 s nicht über die Vorrunde hinaus. Im April 2021 stellte sie in Lusaka mit 43,85 s einen neuen Landesrekord in der 4-mal-100-Meter-Staffel auf und verpasste anschließend bei den World Athletics Relays im polnischen Chorzów mit 44,81 s den Finaleinzug. 2022 klassierte sie sich bei den Afrikameisterschaften in Port Louis mit windunterstützten 11,50 s auf dem siebten Platz über 100 Meter und kam mit der Staffel im Finale nicht ins Ziel.

## Persönliche Bestleistungen
- 100 Meter: 11,54 s (+0,3 m/s), 6. März 2021 in Lusaka
- 200 Meter: 24,78 s (+0,9 m/s), 29. Juni 2018 in La Roche-sur-Yon